# Josh Brolin
Josh James Brolin (Los Angeles, Kalifornija, 12. veljače 1968.), američki filmski i televizijski glumac.

## Životopis
Josh Brolin se rodio u glumačkoj obitelji, a ispočetka je bio protiv sudjelovanja u show-businessu. Unatoč tome, zavolio je glumu i 1985. godine debitirao u djećjem pustolovnom klasiku Goonies, snimljenom prema priči Stevena Spielberga. Nakon toga sudjelovao je u televizijskim projektima (Privatni detektiv, Mladi jahači).
Tijekom 1990-ih vratio se ulogama na velikom platnu, glumeći u filmovima poput Krevet od ruža (1996.), Noćni čuvar i Mimic (oba iz 1997.), ali nije ostvario osobit uspjeh. Godine 2000. glumio je sporednu ulogu u znanstveno-fantastičnom filmu Nevidljivi čovjek, a 2007. pojavio se u Tarantinovom Planetu terora (dio Grindhousea), Američkom gangsteru, Dolini nestalih i filmu braće Coen Nema zemlje za starce.
Daljnji uspjeh i priznanje kritike ostvario je filmovima W. i Mlijeko (oba 2008.), da bi 2010. glumio u Jonah Hex i Wall Street: Novac nikad ne spava.

### Privatni život
Od 1994. oženjen je glumicom Dianom Lane s kojom ima dvoje djece, kćerku Eden i sina Trevora. Živin na svom ranču u Kaliforniji.

## Izabrana filmografija
| Godina | Film                              | Uloga                 | Bilješke |
| ------ | --------------------------------- | --------------------- | --- |
| 1985.  | Goonies                           | Brandon "Brand" Walsh | filmski debut |
| 1997.  | Mimic                             | Josh                  | |
| 2000.  | Nevidljivi čovjek                 | Matt Kensington       | Blockbuster Entertaiment nagrada                                                                                 |
| 2005.  | Opasno plavetnilo                 | Derek Bates           | |
| 2007.  | Dolina nestalih                   | šerif Buchwald        | |
| 2007.  | Nema zemlje za starce             | Llewelyn Moss         | National Board of Review nagrada Phoenix Film Critics Society San Diego Film Critics Society                     |
| 2007.  | Američki gangster                 | Det. Reno Trupo       | nominiran za Screen Actors Guild nagradu                                                                         |
| 2008.  | W.                                | George W. Bush        | nominiran za IFTA nagradu nominiran za London Film Critics Circle nagradu nominiran za Satellite nagradu         |
| 2008.  | Mlijeko                           | Dan White             | Broadcast Film Critics Association nagrada National Board of Review nagrada New York Film Critics Circle nagrada |
| 2010.  | Jonah Hex                         | Jonah Hex             | |
| 2010.  | Wall Street: Novac nikad ne spava | Bretton James         | |
| 2010.  | Čovjek zvan hrabrost              | Tom Chaney            | |